# Narciso Ventalló
Narciso Ventalló Surrallés, född 17 oktober 1940 i Terrassa, död 
22 december 2018, var en spansk landhockeyspelare.
Ventalló blev olympisk bronsmedaljör i landhockey vid sommarspelen 1960 i Rom.